# Carrapicho
Carrapicho («Каррапи́шу») — бразильская поп-группа, наиболее известная благодаря хиту 1996 года «Tic, Tic Tac».

## История
Коллектив был создан в 1983 году как сайд-проект группы «Garantido», исполнявшей амазонскую фольклорную музыку в родном городе Манаус. В первоначальный состав «Carrapicho» входили Зезинью Корреа (порт. Zezinho Corrêa), Роберту Бопп (порт. Roberto Bopp) и Нил Крус (порт. Nil Cruz).
Национальный и международный успех пришёл к группе в 1996 году с выпуском сингла «Tic, Tic Tac», ставший золотым в Германии и бриллиантовым во Франции. Не меньший успех получил и альбом «Festa do Boi Bumba», ставший дважды серебряным в Бразилии. Прочие релизы группы не получили заметного успеха у слушателей.
Всего группа выпустила более 14 миллионов копий альбомов по всему миру.
6 февраля 2021 года солист группы Зезинью Корреа скончался от последствий COVID-19.

## Избранная дискография

### Альбомы
- «Compacto duplo Carrapicho» (1982)
- «Grupo Carrapicho» (1983)
- «Forró Gingado» (1984)
- «Com jeitinho doce» (1985)
- «Eita, chegou a hora» (1986)
- «Saculejo» (1987)
- «Batincumdum» (1990)
- «Bumbalanço» (1995)
- «Festa do Boi Bumba» (1996) —  BRA 2x Silver[7]
- «Carrapicho e Chille» (1996)
- «Rebola» (1997)
- «Trem de Marrakesh» (2001)
- «Carrapicho no forró» (2003)
- «Ritmo quente» (2006)

### Синглы
- «Tic, Tic Tac» (1996) —  BEL ( Vl) #6, BEL ( Wa) #2,  FRA #1,  NLD #47[8],  CAN #14,  US Dance #8[9];  FRA 1x Diamond[6]
- «Melissa» (1998)
- «Quero Amor» (1998)

## Факты
- Популярная песня «Мальчик хочет в Тамбов», исполненная российско-казахстанским певцом Муратом Насыровым в 1997 году, является кавер-версией на песню Carrapicho «Tic, Tic Tac»[10][11].
- Группа принимала участие в съёмках видео-презентации города Манаус во время проведения Чемпионата мира по футболу 2014[12].